# Qorxmazoba
Qorxmazoba è un comune dell'Azerbaigian situato nel distretto di Quba. Conta una popolazione di 831 abitanti.